# Mi religión
Mi religión es el primer disco de Sissi Hansen. Grabado en Estudios ION entre enero y junio de 1986 y editado ese mismo año a través del sello Microfón. 
En su momento fue un disco bastante emparentado con el sonido de Los Violadores, cosa que Sissi se encargaba de aclarar cuando le hacían una nota, diciendo que el sonido era más cercano al pop y al rock tradicional que a otra cosa.
Mi religión es un material sumamente influenciado por el movimiento Post Punk de aquel momento, representado por bandas como The Cure y Siouxsie and the Banshees. Incluso la canción Noticias Camufladas contiene la base rítmica de A Forest (The Cure).

## Lista de temas
1. Hongos (Alejandro Seoane) 3:57
2. El sueño no se terminó (Alejandro Seoane; Stuka) 3:36
3. Dime quién soy (Alejandro Seoane; Sissi Hansen) 3:34
4. Sexo amor, amor sexo (Stuka) 3:37
5. Todo problema es su solución (Alejandro Seoane; Stuka) 3:40
6. Tiempos de acción (Stuka) 3:57
7. Controles alterados (Alejandro Seoane; Stuka) 4:10
8. El pecado es mi grandeza (Stuka) 4:04
9. Noticias camufladas (Alejandro Seoane) 4:27 (*)

(*)Contiene la base rítmica de A Forest (The Cure)

## Músicos
- Sissi Hansen: Voz
- Alejandro Seoane: Guitarras
- Alejandro La Casa: Guitarras
- Néstor Vetere: Bajo
- Alejandro Soto: Batería

### Músicos invitados
- Fabián Quintero: Teclados
- Constantino González: Percusión y castañuelas
- Claudio Junes: Saxo
- Carlos Navarro: Teclados
- Stuka: Guitarras
- Sergio Gramática: Batería

## Personal
- Ingeniero de Grabación: Roberto Fernández
- Asistente: Juan Andriolo
- Compaginación: María Inés González
- Corte: Luis Quintieros
- Dirección Musical: Alejandro Seoane
- Arreglos: Sissi Hansen, Alejandro Seoane y Stuka
- Producción Artística: Stuka y Alejandro Seoane
- Producción Ejecutiva: Ricardo Kleiman y Pedro Pujó
- Arte de Tapa: Alejandro Santamarina
- Fotografía: Alejandro y Viviana Santamarina
- Vestuario: Sissi Hansen
- Peinados: Viviana Santamarina
- Personal Mánager: Guillermo Pacheco y Mario Delmastro
- Representación Artística: Mandioca Producciones S.A.